# Claraïte
La claraïte est une espèce minérale du groupe des carbonates et du sous-groupe des carbonates hydratés sans anions étrangers, de formule (Cu,Zn)3(CO3)(OH)4,4H2O.

## Inventeur et étymologie
La claraïte a été décrite en 1982 par K. Walenta et P.J. Dunn ; son nom lui vient de sa localité-type : La mine Clara, dans la Forêt-Noire en Allemagne.

## Topotype
- Clara Mine, Vallée de Rankach, Oberwolfach, Wolfach, Forêt-Noire, Bade-Wurtemberg, Allemagne[2]
- Les échantillons de référence sont déposés à l'Université de Stuttgart en Allemagne, ainsi qu'au National Museum of Natural History de Washington.

## Cristallographie
- Paramètres de la maille conventionnelle : a = 14,28 Å, b = 8,03 Å, c = 7,27 Å, α = 79,16 °, β = 107,90 °, γ = 99,68 °, Z = 4, V = 768,04 Å3
- Densité calculée = 3,39

## Gîtologie
La claraïte est un minéral rare qui se trouve dans les dépôts secondaires de Cuivre-Zinc oxydés.

### Minéraux associés
- Malachite, azurite, olivénite, barite, fluorite, quartz (Clara mine, Allemagne)
- Malachite, devilline, gypse (Rudab´anya, Hongrie).

## Habitus
La claraïte se trouve sous la forme de croûtes ou de sphérules atteignant 0,5 millimètre, composées de cristaux pseudorhombédriques.

## Gisements remarquables
- Allemagne

Clara Mine, Rankach valley, Oberwolfach, Wolfach, Forêt-Noire, Bade-Württemberg 
- Autriche

Cu deposit, Bad Eisenkappel (Bad Eisenkappl) Rijavitzagraben (Jeravitzagraben; Remscheniggraben), Karawanken Mts, Carinthie
- France

Mine de Cap Garonne, Le Pradet, Var, Provence-Alpes-Côte d'Azur
- Suisse

Tête des Econduits/Crettaz Mine, Mont Chemin, Martigny, Wallis (Valais)
Gosan Mine, Saint-Luc, Anniviers Valley, Wallis (Valais)